# 蒋慰孙
蒋慰孙（1926年—2012年），男，江苏嘉定（今属上海）人，中国过程控制专家，曾任华东化工学院教授、博士生导师。